# Zalmoxis luzonica
Zalmoxis luzonica is een hooiwagen uit de familie Zalmoxioidae.